# Taco indiano

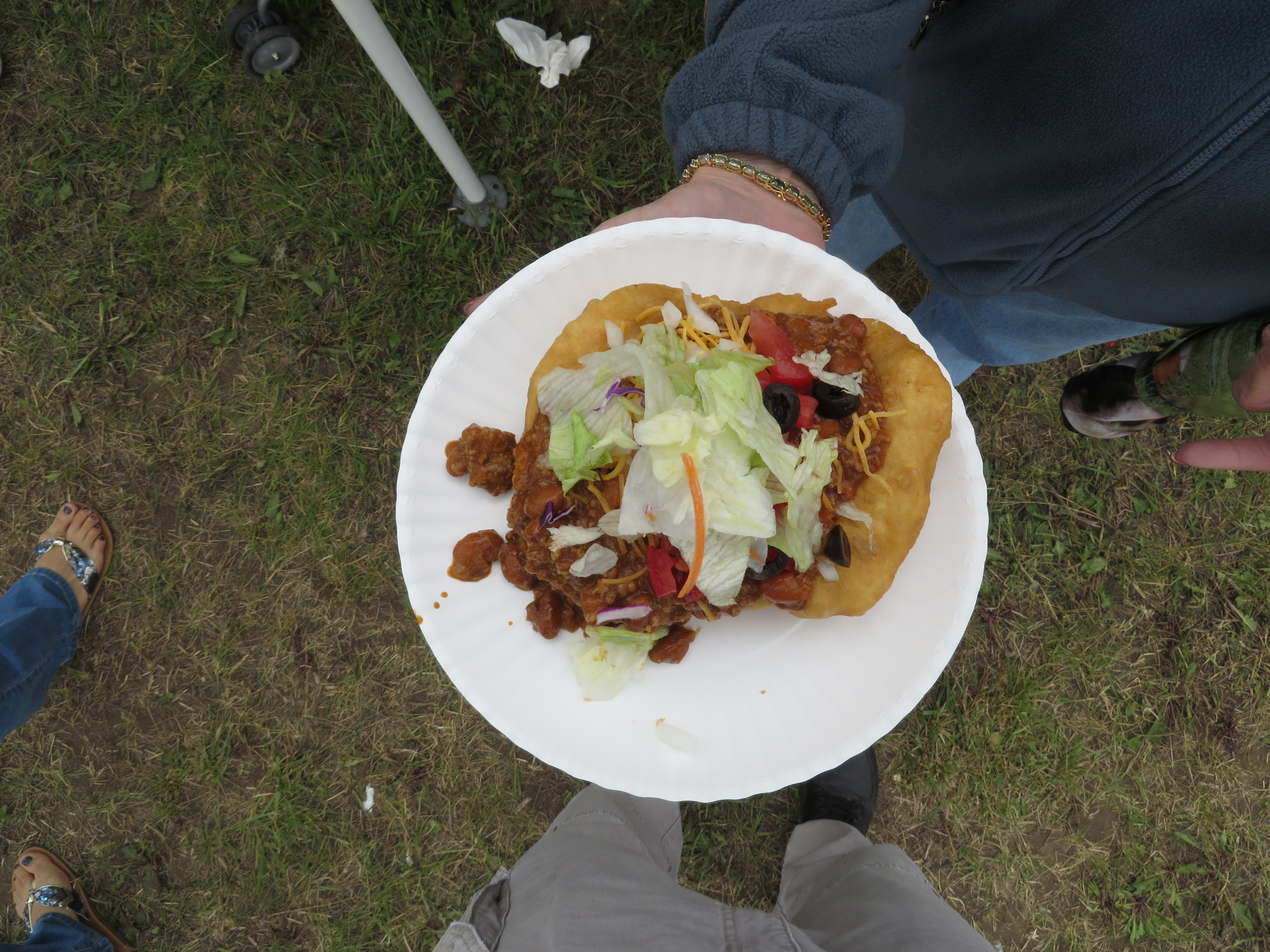
Un piatto di taco indiano

Il taco indiano (o taco navajo, Indian taco in inglese) è un piatto molto comune nelle comunità nativo-americane degli Stati Uniti.  Esso condivide col taco messicano l'idea di una base farinacea su cui si dispone il companatico, ma è completamente diverso in sapore e apparenza.  Il taco indiano infatti è simile alla pizza fritta laziale o campana, probabilmente a causa dell'influenza spagnola su ambedue le culture.
Il taco indiano consiste di un disco di pasta da pane fritto in olio bollente (comunemente chiamato fry-bread) e coperto con chili, lattuga, pomodori a pezzetti, formaggio grattugiato e salsa piccante.
Il fry-bread può anche essere servito da solo o condito con miele e zucchero a velo (anche qui, simile alle pizzette fritte dolci servite in luoghi dell'Italia meridionale).
Bancarelle che vendono fry-bread e indian tacos sono una presenza inevitabile nelle feste e raduni dei nativi americani (powwow).